# فرانس 24
فرانس 24 (بالفرنسية: France 24)‏ وتنطق فرانس فان كاتر (fʁɑ̃s vɛ̃tka) على جميع القنوات الأربعة الفرنسية، والعربية، والإنجليزية، والإسبانية وتعرف أحيانًا بالعربية باسم فرانس 24 هي قناة إعلامية حكومية فرنسية إخبارية تهدف إلى تقديم الأخبار من وجهة نظر غربية وفرنسية بدأت بثها يوم 6 ديسمبر 2006. تستهدف القناة دول ما وراء البحار وتشبه قناة بي بي سي ورلد نيوز، ودي دبليو-تي في، وإن إتش كي وورلد، وروسيا اليوم. تبث فرانس 24 برامجها عبر خدمة الكابل والأقمار الصناعية في عام 2010، بدأت القناة في بث برامجها عبر برنامج آي فون.
الحكومة الفرنسية تمول قناة فرانس 24 بميزانية سنوية 80 مليون يورو تقريبًا. تبث القناة من قرب باريس، وتقوم ببث الأخبار الدولية عبر أربعة نسخ فرنسية، وعربية، وإنجليزية، والاسبانية.

## القنوات
فرانس 24 تبث برامجها في ثلاث قنوات: بالفرنسية، والعربية، والإنجليزية، القناتين العربية والإنجليزية يمكن استقبالها في المنطقة العربية عن طريق القمر الصناعي نايل سات.
فرانس 24 تقسم برامجها بين التغطية الإخبارية ومجلات الأخبار والتقارير الخاصة.

## التاريخ

### بداية البث
كانت القناة من بنات أفكار الرئيس الفرنسي السابق جاك شيراك المشهور بدفاعه عن اللغة الفرنسية في العالم من أجل منافسة هيمنة اللغة الإنجليزية في وسائل الإعلام.

### أهداف القناة
تهدف القناة إلى تقديم الأخبار من وجهة نظر غربية وفرنسية بشكل مغاير عن القنوات الناطقة بالإنجليزية مثل سي إن إن، والجزيرة الإنجليزية، وبي بي سي وورلد نيوز. وتتنافس بشكل رئيسي مع شبكة روسيا اليوم، وويل دوتشيه، وإن إتش كي وورلد نيوز. كما تقوم بإجراء حوارات ثقافية إلى جانب بثها للأخبار. النسخة العربية من فرانس 24 تتنافس بشكل رئيسي مع قناة روسيا اليوم.
- توفيق مجيد (منذ 2007)
- رفيق سحالي
- دنيا نوار
- ميسلون نصار

## البرامج
برامج النسخة العربية:
- نشرة الأخبار
- باريس مباشر
- ضيف وحدث
- أصوات الشبكة
- مراقبون
- تذكرة عودة
- النشرة المغاربية
- النشرة الرياضية
- في فلك الممنوع
- حديث العواصم
- قراءة في صحف الخليج
- قراءة في الصحافة العالمية
- 24 ساعة في فرنسا
- في عمق الحدث المغاربي
- أوروبا اليوم
- رياضة 24
- ثقافة

## المذيعون
من بين المذيعين: جمال بدومة ووديع فيعاني وعزيزة نايت سي بها وحكيم بالطيفة ودنيا نوار وتوفيق مجيد وحسناء مليح ووسيم الأحمر.

## التوفر
فرانس 24 متوفرة عبر خدمة الأقمار الصناعية في أغلب أوروبا، وأفريقيا، والشرق الأوسط. وكذلك عبر خدمة الكابل: كابل آند أنتينا في نيويورك، وواشنطن العاصمة، وأتلانتا. وتمثلها نيو لاين كومباني في الولايات المتحدة الأمريكية، وكندا، وسط وأمريكا الجنوبية. كما أصبحت في أغسطس 2010 متوفرة عبر خدمة ديش نيتورك بالاشتراك عن طريق الأقمار الصناعية.
يكمن مشاهدة القنوات الثلاث العربية، والفرنسية، والإنجليزية بصيغة أدوبي فلاش عن طريق موقع فرانس 24 في الإنترنت. كما يمكن مشاهدة القنوات عب موقع لايف ستيشن.
في 2 مارس، 2010، قامت إيران بحجب موقع فرانس 24.
في 9 يناير، 2011، بدأت قناتا فرانس 24 الإنجليزية والفرنسية بالتحول للبث بصيغة الشاشة العريضة 16:9 وذلك في الساعة 2:00 بتوقيت باريس. ثم التحقت بهما القناة العربية في 6:00. وتم تغيير تصميمات الغرافيك لملائمة التغيير. غير أن تصميم الأستوديو بقي كما هو. كما تحول عارض الفيديو في france24.com لملائمة التغيير.

## وصلات خارجية
- الموقع العربي